# 何明華 (主教)

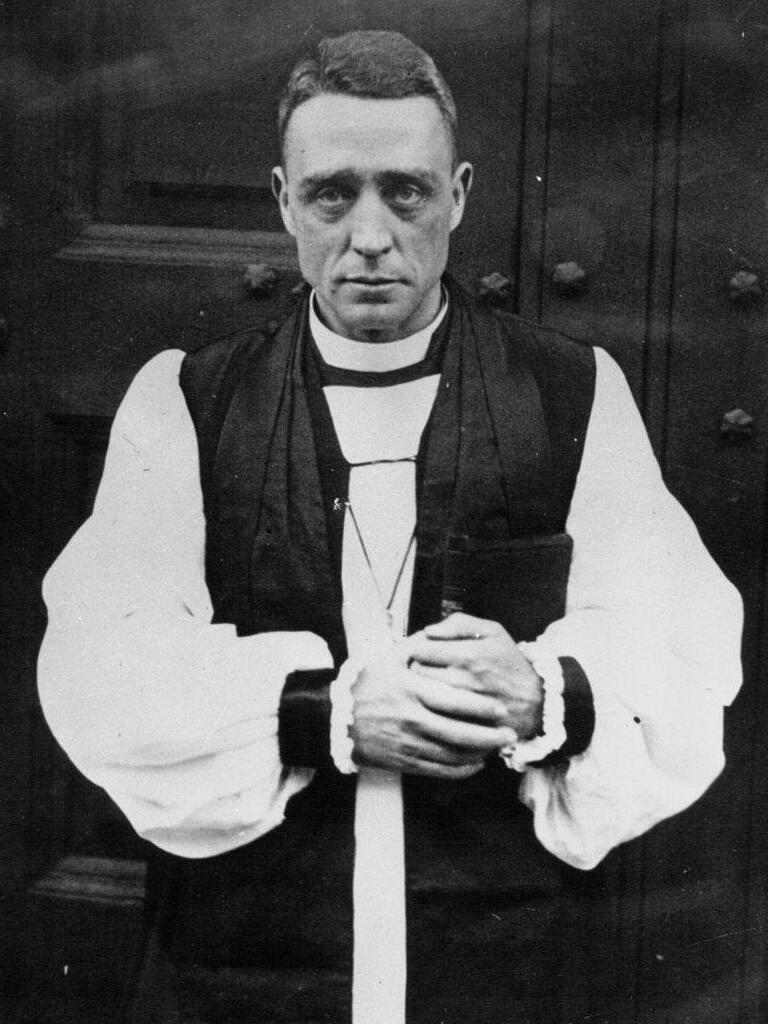
何明華

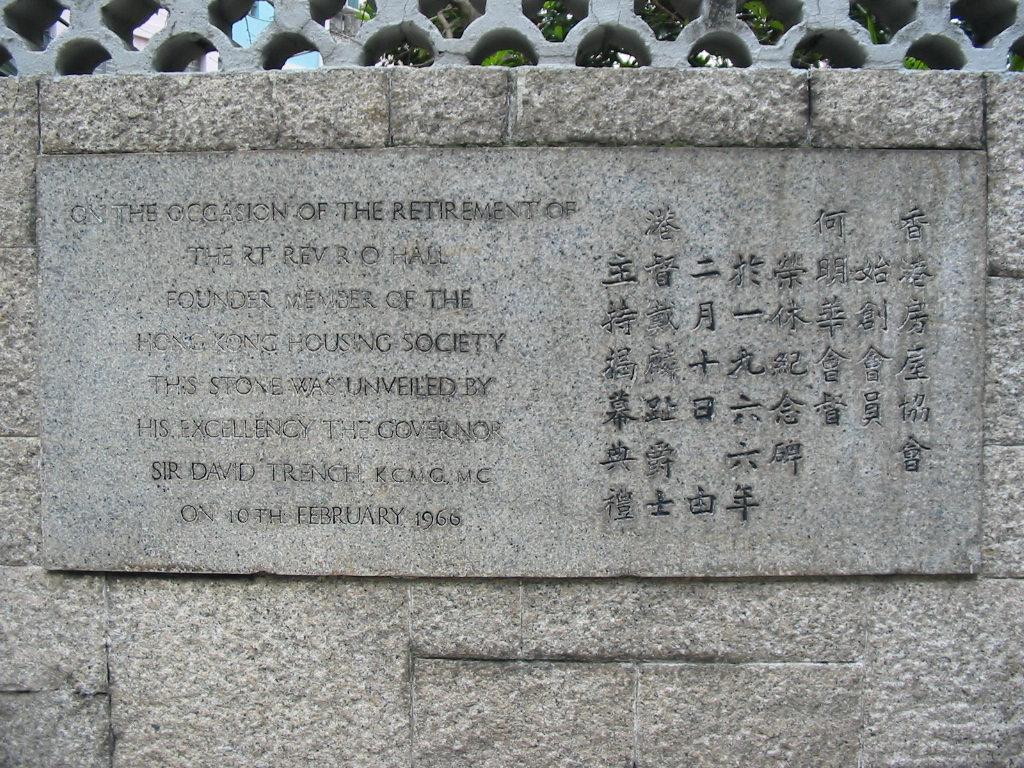
筲箕灣明華大廈奠基石

何明華，CMG，MC（Ronald Owen Hall，初時譯為“何魯華”，1895年—1975年）是聖公會維多利亞教區的第七任會督及香港聖公會首任任會督（主教）。何明华擔任圣公会华南教区主教期間，积极投身于抗日的伟大事业中，并在此期间与中国共产党领导人结下深厚友谊，港督葛量洪因而稱其為「紅色主教」。

## 生平
1922年，何魯華首次來華，參加在北京清華學校舉行的世界基督教學生運動大會。
1925-1926年，何魯華受邀第二次來華，在上海擔任中國基督教青年會幹事。在華期間，何明華深受中國基督徒領袖影響，對他影響最深的是顧子仁。顧子仁是當時基督教學生運動的重要領袖之一， 在西方教會也具有廣泛影響力。何明華稱：「顧子仁使我在中國度過了50年生涯。」何明華最初來華時，譯名為「何魯華」， 顧子仁為其改名為「何明華」。明者，光也，「明華」意味著光照中華。
1932年10月25日，何明華被祝聖為主教，當年聖誕節後一週在港舉行陞座禮，於1932年至1951年任維多利亞教區主教及中華聖公會港粵教區(後稱華南教區)會督(即主教)，1951年至1967年任聖公會港澳教區會督。
1939年5月，为推动国际支持中国工业合作協會("工合")运动，正在香港的宋庆龄、陈翰笙等人发起成立工合国际促进委员会，宋庆龄任名誉主席，何明华会督（英国人）擔任主席，委员有埃德加·斯诺、路易·艾黎、普律德女士（美国人）等人。在路易·艾黎所著的《艾黎自传》中，有如下叙述：“1939年5月，中国工业合作社国际促进委员会在香港成立，由何明华主教任主席。国际委员会的成立在获取资金和援助物资方面产生了积极成果。钱开始直接汇往最需要的地方，或者经上海一家银行，通过廖承志送往延安。毛主席显然了解到国际委员会所起的作用，曾写信给何明华主教表示谢意。我见到了毛主席的这封亲笔信，信上的日期是1939年9月25日。毛主席在信中感谢何明华在这一事业上的热心，以及他在帮助八路军抗战的光辉成绩。”
1944年，何明華按立澳門女會吏李添嬡（Florence Li Tim-Oi），成為了聖公宗史上首位女牧師。此舉打破了世界聖公宗的傳統，在當時引起了極大轟動。
1948年，恰逢倫敦市長向香港福利議會捐贈的「空襲救災基金」（Air Raid Distress Fund）14,000英鎊，聖公會何明華會督遂策劃成立香港房屋協會，由施玉麒牧師負責實際統籌工作，以舒緩來港難民的居住困境。
1951年2月，何明華會督與前廣州嶺南大學校長李應林和聖約翰大學校董歐偉國等賢達，決定在港籌辦一所基督教大學，以承繼「過去基督教人士在內地辦學的精神，繼續依照基督教教義來作育這一班青年」。經過合議之後，決定開辦崇基學院，隨即於5月向港府申辦，邊磋商邊招募南來的學人擔任教席，繼而於9月招生，到10月2日即於聖約翰座堂舉行立校感恩崇拜，並於10月3日開課。
1956年，何明華应全国中华圣公会主教主席陈见真主教之邀请访华，中国政府特约他参加了全国人民代表大会，周恩來总理曾设宴款待他。
1965年，香港大學授予他名譽神學博士學位。

## 紀念
與何明華會督有關的學校/建築物/機構包括：
1. 香港中文大學崇基學院明華堂
2. 香港聖公會何明華會督中學
3. 何明華會督銀禧中學
4. 香港聖公會明華神學院
5. 聖雅各福群會
6. 聖基道兒童院
7. 聖公會聖匠堂社區中心
8. 童膳會
9. 筲箕灣明華大廈
10. 聖公會聖本德中學何明華會督堂

## 書籍
- Hall, Ronald O. (1942). The Art of the Missionary: Fellow Workers with the Church in China （页面存档备份，存于）. London: Student Christian Movement Press.

## 伸延閱讀
- Paton, David M (1985). R.O.: The Life and Times of Bishop Hall of Hong Kong. Hong Kong: The Diocese of Hong Kong and Macao and the Hong Kong Diocesan Association.